# Anomacanthus
Anomacanthus là chi thực vật có hoa trong họ Acanthaceae.

## Các loài
- Anomacanthus congolanus (De Wild. & T.Durand) Brummitt, 1990: Angola (tỉnh Cabinda), Congo, Cộng hòa Dân chủ Congo.